# Historia del uniforme del Fútbol Club Barcelona

## Historia y evolución
Los colores distintivos del F. C. Barcelona son el azul y el granate. Existen diversas teorías sobre las causas que llevaron a los fundadores del club a escoger estos colores, aunque no hay ninguna que esté suficientemente contrastada como para ser considerada válida.
La versión más extendida señala que fue el propio Hans Gamper, fundador del club, quien decidió los colores. De hecho, está comprobado que en el primer partido de fútbol que Gamper disputó en la ciudad de Barcelona antes de la fundación del club, ya vistió estos colores. Se afirma que Gamper escogió estos colores por ser los que identificaban al F. C. Basilea, equipo suizo en el que Gamper había jugado antes de llegar a Barcelona, ya que se había hecho socio del F. C. Basilea en 1896, vistiendo de azulgrana por primera vez tres años antes de fundar el Barça. La teoría que Joan Gamper se inspiró directamente en los colores de su antiguo equipo suizo a la hora de escoger los del Barça es una de las más razonables y fundadas, pero aun así no hay ninguna prueba documental que lo avale y por otro lado debe cohabitar con muchas más.
Sobre el origen de los colores azul y grana del F. C. Barcelona, el diario La Vanguardia publica el 4 de noviembre de 2008 un artículo, en el que informa que gracias a la hemeroteca digital de La Vanguardia y a sus recién estrenadas nuevas técnicas de búsqueda, una luz nítida se extiende sobre el misterio. Se trata del testimonio en forma de artículo de Narciso Masferrer, que fue publicado en La Vanguardia en la edición del día 29 de noviembre de 1924. En ese día, el cual es el 25 aniversario de la fundación del F. C. Barcelona y en el cual Hans Gamper está ejerciendo de presidente del club en su quinto mandato, Narciso Masferrer, amigo de Gamper y que fue periodista y el fundador de Los Deportes y Mundo Deportivo y redactor de La Vanguardia, además de haber sido vicepresidente del F. C. Barcelona (1909-10) y presidente de la Federació Catalana de Fútbol (1913) e intervenir en la creación del Comitè Olímpic Català y más tarde en la del Comité Olímpico Español, relata con precisión y redacta como si estuviese en aquel momento, la reunión fundacional del F. C. Barcelona del 29 de noviembre de 1899, que se efectuó en la sala de armas del Gimnasio Solé, de la que fue testigo presencial de ésta. Sobre el asunto de la elección de los colores azul y grana, Masferrer dice en el artículo: «Se trató extensamente del nombre y colores que adoptaría el club, quedando acordado, como título de la sociedad es de Football Club Barcelona y los colores los azul y grana, que son, sino estamos equivocados, los mismos del F. C. de Basilea, al que ha pertenecido hasta hace poco el ex campeón suizo Hans Gamper, nuestro estimado amigo».
También se especuló con la posibilidad de que Gamper escogiera estos colores por ser los del escudo del cantón suizo de Tesino, aunque la única relación de Gamper con ese cantón era que allí residía su hermana Rosa. Ambas hipótesis no han conseguido una prueba concluyente para ser consideradas como ciertas.
Otra versión indica que los colores fueron propuestos por Otto Maier, uno de los fundadores del club, en honor a los colores del escudo de la población alemana de Heidenheim, su localidad natal. También existen hipótesis no demostradas que afirman que los fundadores de la entidad se inspiraron en los colores de los lápices de contabilidad que se utilizaban en la época, que tenían el color rojo y azul en cada extremo; o la que sostiene que la madre de los hermanos Comamala distribuyó fajas azules y rojas para poder distinguir a los jugadores cuando todavía carecían de uniforme.
Finalmente, una versión con gran resonancia histórica es la leyenda popular que los colores son simbólicos del origen fenicio-cartaginés de la ciudad de Barcelona, fundada en 230 a. C. como "Barcino" por el Rey Amílcar Barca de Cartago, padre de Aníbal Barca y Asdrubal Barca, enemigos a muerte del Imperio Romano.  Según esta versión romántica, el color azul representa el mar Mediterráneo y los épicos viajes de exploración de los grandes navegantes fenicios y el color rojo-morado representa la púrpura real o púrpura de Tiro, ciudad fenicia (hoy Líbano), donde los confeccionadores de textiles e indumentaria extraian el colorante morado de la concha del caracol marino Murex brandaris, un género de moluscos de la familia Muricidae. Los fenicios también hacían un tinte entre púrpura e índigo, llamado azul real o azul de Jacinto, el cual era fabricado a partir de una especie muy parecida de caracol de mar llamada Murex trunculus, comúnmente conocido como canadilla.
En cualquier caso, no se ha podido dar una explicación fiable del porqué el club ha empleado dichos colores desde su fundación.
De la combinación de los colores azul y grana proviene el sobrenombre de «azulgrana» («blaugrana» en catalán) con el que se conoce a los jugadores y aficionados del club. Estos colores siempre han estado presentes en la camiseta titular del equipo. Sin embargo, durante los diez primeros años de historia del club los pantalones fueron de color blanco, más tarde negros, y desde la década de 1920, azules. En la temporada 2005/2006 el equipo vistió pantalones color grana, algo inédito hasta el momento, debido a motivos comerciales. En la temporada 2011/12 la innovación en la primera equipación es que la camiseta tiene las rayas verticales más finas de la historia.
El F. C. Barcelona fue el primer equipo de España, que incluyó una bandera territorial en la camiseta, en este caso la Bandera de Cataluña, durante el mandato presidencial de Joan Laporta en la temporada 2005/06. Esta acción, que comenzó como una muestra de catalanidad por parte del F. C. Barcelona, activó la moda de incluir banderas, (de España, de la Comunidad, de la ciudad, o combinaciones de estas) en las camisetas de equipos de fútbol que se ha ido extendiendo desde entonces a una parte de los demás equipos de la Liga de Fútbol Profesional, entre otros deportes. Desde la temporada 2005/06 hasta la actualidad el F. C. Barcelona, sigue llevando la bandera de Cataluña, en diferentes tamaños, según la temporada, en la parte posterior de la camiseta, a la altura del cuello, que se complementa además con el brazalete de capitán que también es la bandera de Cataluña, que habitualmente ha portado en su brazo, el jugador que ha tenido esta responsabilidad, siempre que el régimen político de España lo ha permitido.
El F. C. Barcelona lució desde el 14 de marzo de 2010, en un partido de liga de la temporada 2009/10 contra el Valencia, hasta el 12 de diciembre de 2010, en partido de liga de la temporada 2010/11 contra la Real Sociedad, el logo de Campeón del Mundo de Clubes de Fútbol.
El F. C. Barcelona tuvo el honor de llevar este logo, debido al permiso que da la FIFA, al campeón del mundo durante su reinado, el cual consiguió al proclamarse campeón de la Copa Mundial de Clubes de la FIFA 2009 al derrotar el 19 de diciembre de 2009 al Club Estudiantes de La Plata por 2-1 en la final que se disputó en Abu Dabi.
El logo de Campeón del Mundo de Clubes de Fútbol tiene aspecto entre dorado y plateado, dependiendo como incida sobre el la luz, que refleja como un metal. En el conseguido por el F. C. Barcelona, está la representación gráfica de la Copa del Mundo y la inscripción FIFA WORLD CHAMPIONS 2009. Fue colocado en la camiseta del equipo en su parte delantera, entre el escudo y el logo de Nike. Siendo una camiseta histórica para los aficionados, la FCBotiga, situada en el Camp Nou, en el año 2010 ha estampado unos 60 000 logos.
en el futbol pueden tener los dos equipos que lo disputan coincidencia de colores, ya sea de forma total o parcial en su uniforme si ambos utilizan su indumentaria titular, crendo confusión al árbitro a la hora de sancionar las jugadas y también dificultad para los espectadores del partido de seguir con nitidez la evolución del juego, pudiéndose confundir jugadores de un equipo con otro, se crearon las equipaciones alternativas, que tratan de eliminar estos problemas. Se utilizan éstas cuando suele darse esta circunstancia y mayoritariamente cuando el equipo juega como visitante, aunque no siempre, ya que ha habido veces que ha sido el equipo local el que ha cambiado a su equipación alternativa.
El F. C. Barcelona dispone de uniforme alternativo o segunda equipación a nivel oficial desde el año 1913, cuando se eligieron el color blanco para la camiseta y el azul para los pantalones. Esta equipación duró más de sesenta años, desde el año 1913 hasta la temporada 1975/76, en la que entró en escena una camiseta amarilla con una franja azulgrana en diagonal.
Durante los años 1980, Meyba que era el proveedor, utilizó para la segunda equipación como colores, el amarillo, el azul y el rojo, en las diferentes camisetas con una franja vertical azulgrana en su lado derecho. Al principio de los años 90, Meyba utilizó la camiseta de color naranja. Desde el verano del año 1992 hasta la temporada 1997/98 Meyba dejó paso como proveedor a Kappa y los colores se fueron variando de camiseta y pantalones, utilizando el verde, el azul, el naranja y el gris plateado.
A partir, de la temporada 1998/99 Nike es el proveedor hasta la actualidad y los colores elegidos, que han sido renovados cada año, son el gris, el dorado, el azul (en diferentes versiones), el ocre (color chino), el amarillo fluorescente, el naranja, el turquesa, el amarillo, el rosa mango (rosa salmón) y en la temporada 2010/11 el verde. En la temporada 2011/12, la novedad es que la camiseta, los pantalones y los calcetines son completamente negros. Para la temporada 2013/14 la principal novedad fue la segunda equipación, que por primera vez en la historia del club incluye los colores de la senyera, la bandera catalana.

## Patrocinio
| Años       | Empresa suministradora de ropa | Patrocinador principal | Patrocinador/es secundario/s                              |
| ---------- | ------------------------------ | ---------------------- | --------------------------------------------------------- |
| 1899–1960s | —                              | —                      | —                                                         |
| 1960s–1982 |                                | —                      | —                                                         |
| 1982–1992  | [ 10 ]                         | —                      | —                                                         |
| 1992–1998  | Kappa                          | —                      | —                                                         |
| 1998–2003  | Nike                           | —                      | —                                                         |
| 2003–2004  | Nike                           | —                      | Archivo:Logo forum barcelona.webp(manga izquierda)        |
| 2004–2006  | Nike                           | —                      | (manga izquierda)                                         |
| 2006–2011  | Nike                           |                        | (manga izquierda)                                         |
| 2011–2013  | Nike                           |                        | (manga izquierda) (posterior de la camiseta)              |
| 2013–2014  | Nike                           | (€30m/año)             | (posterior de la camiseta)                                |
| 2014–2017  | Nike                           | (€30m/año)             | (posterior de la camiseta) (manga izquierda)              |
| 2017–2021  | Nike                           | (€55m/año)             | (posterior de la camiseta) (manga izquierda)              |
| 2021–2022  | Nike                           | (€55m/año)             | (posterior de la camiseta)                                |
| 2022–2028  | Nike                           |                        | (posterior de la camiseta) Ambilight TV (manga izquierda) |

El primer equipo de fútbol del F. C. Barcelona era uno de los pocos equipos que no llevaban publicidad en el espacio central de la camiseta, con la excepción de dos partidos amistosos disputados en Japón en 1990 en los cuales el equipo azulgrana mostró el logo de Japan Airlines por imposición de los organizadores. Quitando esta excepción, en el año 2006 el club alcanzó un acuerdo con Unicef. Esta forma de patrocinio es insólita en el fútbol profesional, puesto que no percibe ningún tipo de beneficio económico a cambio de lucir el logotipo. Por el contrario, el club dona un millón y medio de euros anuales a proyectos promovidos y organizados por Unicef. Sí recibe cuantiosos ingresos por lucir los logotipos de Nike en la camiseta y pantalón, y el logotipo de TV3 en una de las mangas de la camiseta.
Durante los partidos de la Copa de Campeones de Europa 1985-86 y en la primera eliminatoria de la Copa de la UEFA 1986-87, el equipo lució un parche con los anillos olímpicos y la inscripción "BARCELONA'92" en la camiseta (justo debajo del escudo) para mostrar su apoyo a la candidatura de Barcelona a los Juegos Olímpicos de 1992. El 25 de mayo de 1993, el equipo azulgrana lució una camiseta con el lema "Drogas no" durante un partido que enfrentó al F.C. Barcelona y a un combinado de jugadores de la Liga española. Este encuentro, de carácter amistoso, tenía un fin solidario que era recaudar dinero para la ONG Proyecto Hombre en la lucha contra la drogadicción. La entidad barcelonesa volvió a organizar este partido el 27 de enero de 1999 y el 29 de noviembre de 2000.
El F. C. Barcelona firmó un contrato con Nike en el año 1998, para que fuera el fabricante de la equipación deportiva del club y que es válido a partir de la temporada de liga 1998-99 y durante los diez años siguientes le reportará un total de 21 000 millones de pesetas en el global del convenio. El 21 de julio de 1998, durante el stage de pretemporada en Países Bajos, el F. C. Barcelona, lució por vez primera su nuevo uniforme de la firma deportiva Nike, ante el equipo neerlandés del AGOVV Apeldoorn, en el primer partido amistoso de la pretemporada que ganó el F. C. Barcelona por 1-2.
El F.C Barcelona y Nike anunciaron el 27 de octubre de 2006 de forma conjunta, la ampliación del contrato que era vigente desde el 1 de julio de 1998 hasta el 31 de mayo de 2008. La ampliación entró en vigor el 1 de junio de 2008 y su duración es de cinco años hasta 2013, incluyendo la posibilidad de ampliar este cinco años más hasta 2018. Los términos monetarios del acuerdo fueron que el F. C. Barcelona percibiría 150 millones de euros fijos globales, repartidos en 30 millones de euros lineales por año, más la suma de premios y cánones en función de los títulos conquistados y otros conceptos.

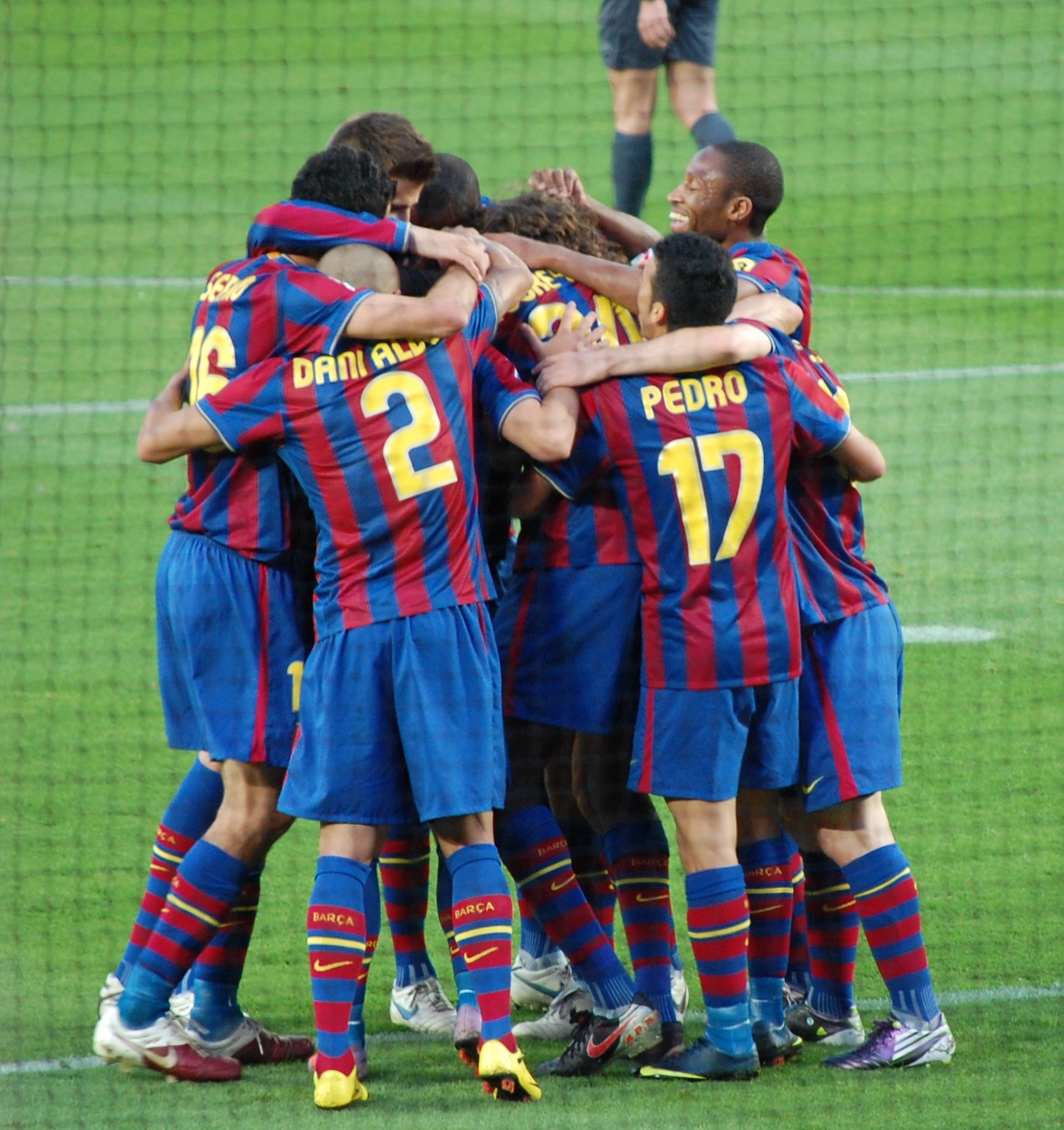
Los jugadores del F. C. Barcelona celebrando el título de Liga en la temporada 2009/10.

Además el F. C. Barcelona obtendrá todos los ingresos por el merchandising oficial de sus productos vendidos en tiendas, que ascenderían a 35 millones de euros brutos por año. Con la ampliación de este contrato, al ejercer Nike el derecho de tanteo, quedó descartada la oferta que realizó miniatura para vestir deportivamente al F. C. Barcelona, a partir del 1 de junio de 2008 y cuya oferta era la de 127,5 millones de euros globales en cinco años, repartidos progresivamente de esta manera: 22 millones el primer año, 23,5 millones el segundo año, 25 millones el tercer año, 27 millones el cuarto año y 30 millones el quinto año.
Desde el 5 de octubre de 2003 y durante el resto de la temporada 2003-2004, el primer equipo de fútbol llevó la publicidad del Fórum Universal de las Culturas, que se celebró en 2004 en Barcelona, en la manga izquierda de la camiseta. Los equipos de baloncesto, balonmano y hockey sobre patines sí lucieron publicidad en el espacio central de sus camisetas. La primera vez que el F. C. Barcelona lució el logotipo de Unicef fue 12 de septiembre de 2006 en el partido de Liga de Campeones de la UEFA 2006-07 disputado en el Camp Nou derrotando al Levski Sofia búlgaro por 5 a 0. El acuerdo con Unicef es por cinco temporadas y costará a los socios 1,5 millones de euros al año. Joan Laporta defendió la rentabilidad de esta alianza: «No puede haber otra organización en el mundo que prestigie tanto la camiseta del Barça como Unicef y por otra parte, la magnitud de una iniciativa como ésta tiene un alcance extraordinario y un valor incalculable para nosotros».
Durante la pretemporada de 2010, el equipo alcanzó un acuerdo con Herbalife por el cual el equipo azulgrana luciría publicidad de la empresa de nutrición en la manga izquierda de la camiseta durante la gira de pretemporada por Estados Unidos.
El 10 de diciembre de 2010, se hizo público un acuerdo con Qatar Foundation por el cual el club podría ingresar 170 millones de euros, a partir de la temporada 2010/2011 hasta el año 2016 por lucir el logotipo de la fundación. El contrato quedaría desglosado de la siguiente manera: La parte fija, sería la percepción de 15 millones de euros en la temporada 2010/11 por derechos comerciales, aún no llevando el logotipo en la camiseta; más 30 millones de euros lineales, cada año, en cinco temporadas desde el 1 de julio de 2011 al 30 de junio de 2016, en el periodo que ya aparecerá el logotipo de Qatar Foundation en la camiseta del club. La parte variable, serían 5 millones de euros, como bonus, en función de los títulos conseguidos durante el acuerdo. Dicho logotipo conviviría con el de Unicef a partir del 1 de julio de 2011. El patrocinio de Qatar Foundation en la camiseta convertía al F. C. Barcelona, por este concepto, en el equipo mejor pagado del mundo, por año, por los ingresos de 30 millones de euros por temporada.
El 16 de mayo de 2011, la web del club y la prensa informan que el F. C. Barcelona y UNICEF han acordado ampliar la colaboración existente entre ellos y que terminaba en junio de 2011. El logo de UNICEF seguirá existiendo en la camiseta en la temporada 2011/12, en la parte trasera debajo del dorsal del jugador, ya que la parte frontal está reservada a Qatar Foundation, nuevo patrocinador del equipo, cuyo logo estará estampado a la altura del pecho. En noviembre de 2012, el club informa que, como parte de su acuerdo con Qatar Sports Investment, la aerolínea Qatar Airways sustituirá a Qatar Foundation como patrocinador principal en la camiseta desde la temporada 2013/14 hasta la 2016/17.
El 16 de noviembre de 2016 La empresa japonesa Rakuten, una de las compañías de servicios de Internet más importantes del mundo, confirmó el acuerdo por entre 50 y 60 millones de euros anuales y fue el nuevo patrocinador de Barcelona en sustitución de Qatar Airways a partir de la temporada 2017/18 y hasta 2021/22. Asimismo, durante diferentes partidos de pretemporada la entidad barcelonesa ha mostrado en la manga de la camiseta el logotipo de patrocinadores como Gatorade (manga derecha), Allianz (manga izquierda), Cupra (manga derecha), o Estrella Damm (manga izquierda).
En 2022, el Fútbol Club Barcelona anunció el acuerdo de patrocinio por 280 millones de euros con la empresa sueca Spotify a partir de la campaña 2022-2023 y para las próximas cuatro temporadas. La marca Spotify lucirá en las camisetas del primer equipo masculino y femenino, en las camisetas de los entrenamientos (esto por solo tres temporadas) y también será el patrocinio del Camp Nou, el cual pasará a llamarse Spotify Camp Nou. Con motivo de este patrocinio, la entidad barcelonista mostró los logotipos de los cantantes Drake (el búho de la discográfica canadiense OVO Sound) y Rosalía (con el álbum Motomami de la vocalista catalana) en los dos encuentros de El Clásico de Liga de la temporada 2022-23. En la temporada 2023-24, el equipo azulgrana volvió a realizar la promoción en el Clásico de Liga, solo que luciendo el logotipo de la lengua y los labios de la banda de rock británica The Rolling Stones en el partido de la primera vuelta y el de la cantante colombiana Karol G en el encuentro de la segunda vuelta.

## Cronología

### Local
| 1899 | 1910 | 1913 | 1920-1980 | 1980-1992 | 1992-95 | 1995-97 | 1997-98 | 1998-99 |

| 1999-00 | 2000-01 | 2001-02 | 2002-03 | 2003-04 | 2004-05 | 2005-06 | 2006-07 | 2007-08 |

| 2008-09 | 2009-10 | 2010-11 | 2011-12 | 2012-13 | 2013-14 | 2014-15 | 2015-16 | 2016-17 |

| 2017-18 | 2018-19 | 2019-20 | 2020-21 | 2021-22 | 2022-23 | 2023-24 | 2024-25 | 2025-26 |

### Visita
| 1939-50 | 1950-74 | 1974-81 | 1982-85 | 1985-91 | 1991-92 | 1992-95 | 1995-97 | 1997-98 |

| 1998-99 | 1999-00 | 2000-01 | 2001-02 | 2002-03 | 2003-04 | 2004-05 | 2005-06 | 2006-07 |

| 2007-08 | 2008-2009 | 2009-10 | 2010-11 | 2011-12 | 2012-13 | 2013-14 | 2014-15 | 2015-16 |

| 2016-17 | 2017-18 | 2018-19 | 2019-20 | 2020-21 | 2021-22 | 2022-23 | 2023-24 | 2024-25 |

| 2025-26 |

### Tercera
| 1986-87 | 1988-89 | 1989-90 | 1990-91 | 1991-92 | 1992 - 1995 | 1999-00 | 2001–02 | 2002-03 |

| 2003–04 | 2004–05 | 2005–06 | 2006–07 | 2007–08 | 2008–09 | 2009–10 | 2010–11 | 2011–12 |

| 2012–13 | 2013-14 | 2014-15 | 2015-16 | 2016-17 | 2017-18 | 2018-19 | 2019-20 | 2020-21 |

| 2021-22 | 2022-23 | 2023-24 | 2024-25 | 2025-26 |

### Especiales
| 1991-92 | 1992 - 1995 | 1992 - 1995 | 1997 - 1998 | 1997 - 1998 | 1998-99 | 2001-02 | 2009 | 2014 |

| 2019 - 2022 | 2021 | 2022 - 2025 |

### Portero
| 1950-60 | 1970-75 | 1970-75 |

| 1976-79 | 1976-79 |  | 1980-81 | 1982-83 | 1982-83 | 1982-83 | 1985-87 | 1985-87 |

|  | 1986-87 | 1991-92 | 1992-93 | 1992-93 | 1992-93 | 1992-93 (vs Rayo, vs Deportivo) | 1993-94 | 1993-94 | 1996-97 |

|  | 1996-97 | 1997-98 (Hesp) | 1997-98 (Hesp) | 1997-98 (Vitor Baia) | 1997-98 (Vitor Baia) | 1998-99 | 1998-99 | 1999-00 | 1999-00 |

|  | 1999-00 | 2000-01 | 2000-02 | 2001-02 | 2002-03 | 2002-03 | 2002-03 | 2003-04 | 2003-04 |

|  | 2003-04 | 2004-05 | 2004-05 | 2004-05 | 2005-06 | 2005-06 | 2005-06 | 2005-06 | 2006-07 |

|  | 2006-07 | 2006-07 | 2006-07 | 2007-08 | 2007-08 | 2007-08 | 2007-08 | 2008-09 | 2008-09 |

|  | 2008-09 | 2008-09 | 2008-09 | 2009-10 | 2009-10 | 2009-10 | 2010-11 | 2010-11 | 2010-11 |

|  | 2010-11 |  | 2011-12 | 2011-12 | 2011-12 | 2011-12 | 2012-13 | 2012-13 | 2012-13 | 2013-14 |

|  | 2013-14 |  | 2013-14 | 2013-14 | 2013-14 | 2014-15 | 2014-15 | 2014-15 | 2014-15 | 2015-16 |

|  | 2015-16 |  | 2015-16 | 2015-16 | 2016-17 | 2016-17 | 2016-17 | 2016-17 | 2017-18 | 2017-18 |

|  | 2017-18 |  | 2017-18 | 2018-19 | 2018-19 | 2018-19 | 2018-19 | 2019-20 | 2019-20 | 2019-20 |

|  | 2019-20 |  | 2019-20 | 2019-20 | 2020-21 | 2020-21 | 2020-21 | 2020-21 | 2021-22 | 2021-22 |

|  | 2021-22 |  | 2022-23 | 2022-23 | 2022-23 | 2022-23 | 2023-24 | 2023-24 | 2023-24 | 2023-24 |

|  | 2024-25 | 2024-25 | 2024-25 | 2024-25 | 2025-26 | 2025-26 | 2025-26 |  |